# Kanki Tomoja
Kanki Tomoja ( 神吉 智也; Hepburn: Kanki Tomoya; 1987. június 27.–) japán zenész, dalszerző, a One Ok Rock együttes dobosa.

## Élete és pályafutása
Középiskolában egy rezesbanda ütős szekciójában játszott tamburinon és xilofonon. Együttest is alapított a középiskola első évében. Miztán leérettségizett, Tokióban szakfőiskolára járt.
Kanki az ESP Musical Academy zeneiskolában tanult, amikor egyik oktatója bemutatta a One Ok Rocknak, akik épp dobost kerestek, miután Kojanagi Jú kilépett az együttesből. Tomoja először beugró zenészként segítette az együttest, majd nagykiadós debütálásuk előtt egy hónappal hivatalosan is tag lett.
Kanki és az együttes basszusgitárosa, Kohama Rjóta közösen írták a Deeper Deeper című dalt.
2017. június 19-én bejelentette, hogy megnősült, felesége nem híresség. Három fia van, akik 2017-ben, 2019-ben és 2021-ben születtek.

## Fordítás
Ez a szócikk részben vagy egészben  a   Tomoya Kanki című angol Wikipédia-szócikk fordításán alapul.  Az eredeti cikk szerkesztőit annak laptörténete sorolja fel. Ez a jelzés csupán a megfogalmazás eredetét és a szerzői jogokat jelzi, nem szolgál a cikkben szereplő információk forrásmegjelöléseként.